# Nycterimyia dohrni
Nycterimyia dohrni är en tvåvingeart som först beskrevs av Benno Wandolleck 1897.  Nycterimyia dohrni ingår i släktet Nycterimyia och familjen Nemestrinidae. Inga underarter finns listade i Catalogue of Life.